# Yulia Zarípova
Yulia Mijáilovna Zarípova (ruso: Юлия Михайловна Зарипова, de soltera Ivanova, en ruso: Иванова, en su primer matrimonio Zarúdnieva, ruso: Заруднева); nacida el 26 de abril de 1986 en Svetly Yar, Volgograd) es una corredora de media distancia de Rusia que se especializa en los 3000 metros obstáculos. 
En el Campeonato Mundial de Atletismo de 2009 celebrado en la ciudad alemana de Berlín consiguió la medalla de oro en los 3.000 metros obstáculos. Inicialmente había obtenido la medalla de plata al ser 2ª, pero la atleta española Marta Domínguez, ganadora de la prueba, fue descalificada el 19 de noviembre de 2015 por el TAS acusada de dopaje. La IAAF redistribuyó las medallas por lo que el resto de atletas ganan un puesto.
Sus primeras medallas continentales llegaron en el European Cross Country Championships 2008, donde ganó la medalla de equipo de bronce y plata con Rusia en las categorías de mujeres menores de 23 años de la carrera. Al año siguiente se convirtió en la campeona de interior ruso en los 3.000 metros y participó en 3000 m femenino en los European Athletics Indoor Championships 2009, terminando en el séptimo lugar.

## Sanción por Dopaje
El 24 de marzo de 2016 el TAS descalificó a Zarípova de todos sus resultados entre el 20 de julio de 2011 y el 25 de julio de 2013 acusada de dopaje. Debido a ello perdió sus títulos de campeona del mundo de 3.000 metros obstáculos obtenido en Daegu 2011 y el de campeona olímpica en la misma distancia en Londres 2012.